# 금정 나들목
금정 나들목(Geumjeong IC)은 부산광역시 금정구 두구동에 설치된 부산외곽순환고속도로의 8번 교차로이다. 2017년 12월 28일에 개통되었다.

## 역사
- 2011년 7월 6일 : 나들목 신설을 위해 부산광역시 금정구 도시계획시설 교통광장에 금정구 두구동 일원을 고시[1]
- 2017년 12월 28일 : 부산외곽순환고속도로 노포 ~ 기장 구간 개통과 함께 통행 개시[2]

## 구조물 정보
- 위치 : 부산광역시 금정구 두구동
- 영업소 : 부산광역시 금정구 신천로35번길 105

## 접속하는 도로
- 부산광역시도 제6106호선 (체육공원로)

## 교통량 정보
| 요금소        | 통행량 (대/일) | 통행량 (대/일) | 통행량 (대/일) | 각주  |
| 요금소        | 2017년         | 2018년         | 2019년         | 각주  |
| ------------- | -------------- | -------------- | -------------- | ----- |
| 금정 (폐쇄식) | 1,924          | 5,041          | 6,301          | [ 3 ] |